# Vladimir Perišić
Vladimir Perišić (srbskou cyrilicí: Владимир Перишић; * 26. srpna 2004) je černohorský fotbalový útočník a mládežnický reprezentant, hrající v pražské Slavii.

## Klubová kariéra
Je odchovancem Budućnosti Podgorica, jejímž dlouholetým kapitánem a trenérem mládeže je jeho otec Goran Perišić.

### FK Budućnost Podgorica
V A-týmu debutoval dne 28. února 2021 proti OFK Titograd. V nejvyšší černohorské soutěži poprvé skóroval 24. května 2022 v zápase proti Petrovaci, kdy v 83. minutě zvyšoval na konečný stav 6:0. V Budućnosti do zápasů většinou nastupoval z lavičky, celkem nastoupil do 54 utkání, vstřelil pět branek. S týmem dvakrát ovládl černohorskou ligu, jeden triumf zaznamenal taktéž v místním poháru.

### FK Kom Podgorica (hostování)
Sezonu 2023/24 strávil na hostování v druholigovém FK Kom. S dvaadvaceti vstřelenými góly se stal nejlepším střelcem soutěže. Výhru 9:2 nad FK Internacional dirigoval šesti brankami.

### SK Slavia Praha
V létě 2024 podepsal čtyřletou smlouvu ve Slavii. Zajímala se o něj i Dunajská Streda.

#### Sezona 2024/25
První sezonu ve vršovickém manšaftu strávil v druholigovém béčku. Do zápasu poprvé naskočil 17. září 2024 proti Zlínu, po devíti minutách na hřišti taktéž slavil první branku v dresu “Sešívaných“. Po jedné brance skóroval proti Líšni, B-týmu Olomouce a Viktorii Žižkov, dva góly vstřelil proti rezervě ostravského Baníku.

## Reprezentační kariéra
Perišić je taktéž mládežnickým reprezentantem Černé Hory. První šanci dostal v srpnu 2019, kdy za kategorii U16 odehrál první poločas zápasu proti Indonésii. Premiérovou branku za černohorský národní tým vstřelil v kategorii U17, kdy dne 6. října 2020 proměnil svou šanci proti Bosně.